# Соледад (Атлантико)
Соледад (исп. Soledad) — город в колумбийском департаменте Атлантико, на севере страны. Входит в городскую агломерацию Барранкильи. Второй по величине город департамента (после Барранкильи) и девятый в стране. Самый быстрорастущий из крупных городов Колумбии, население Соледад выросло с 455 734 в 2005 году до 580 851 в 2010 году.
В Соледад находится Международный аэропорт имени Эрнесто Кортиссоса, который когда-то был крупнейшим в Колумбии, и сейчас занимает пятое место в стране по пассажиропотоку.

## История
Основание Соледад восходит к 1598 году, когда здесь были поселены восемь индейцев, построивших ферму для разведения свиней. Индейцами командовал капитан Антонио Морено Эступиньян. Постепенно ферма превратилась в деревню, фактически не находящуюся под контролем испанцев. В 1640 году Мельхиор Каро формально основал поселение, Поркера-де-Сан-Антонио, получившее права прихода в 1743 году (официальное открытие 20 января 1744 года) под названием Нуэстра-Сеньора- де-ла-Соледад. В 1813 году Соледад получила права города. В 1830 году Симон Боливар провёл в городе более месяца, лечась от болезни.